# Zdravstvuj, Moskva!
Zdravstvuj, Moskva! (Здравствуй, Москва!) è un film del 1945 diretto da Sergej Iosifovič Jutkevič.